# Wildhaus-Alt Sankt Johann
Wildhaus-Alt Sankt Johann är en kommun i distriktet Toggenburg i kantonen Sankt Gallen, Schweiz. Kommunen har 2 618 invånare (2023).
Kommunen bildades den 1 januari 2010 genom sammanslagning av kommunerna Alt Sankt Johann och Wildhaus. I kommunen finns även orten Unterwasser.